# Mees Gootjes
Mees Gootjes (13 april 2000) is een Nederlands voetballer die als middenvelder voor Harkemase Boys speelt.

## Carrière
Mees Gootjes speelde in de jeugd van ONR en FC Groningen, waar hij in het seizoen 2018/19 voor Jong FC Groningen in de Derde divisie Zaterdag speelde. In 2019 vertrok hij naar SC Cambuur, waar hij bij het reserve-elftal aansloot. Op 28 oktober 2020 debuteerde hij in het betaald voetbal voor Cambuur, in de met 2-2 gelijkgespeelde bekerwedstrijd tegen RKC Waalwijk. Hij kwam in de 105e minuut in het veld voor Jasper ter Heide, en scoorde de eerste penalty van de beslissende penaltyserie die door Cambuur gewonnen werd. Nadat zijn contract in Leeuwarden afliep, tekende hij in 2021 na een proefperiode bij TOP Oss. Hier debuteerde hij ook in de beker, in de met 3-0 verloren uitwedstrijd tegen Fortuna Sittard. In de tweede seizoenshelft debuteerde hij ook in de competitie, in de met 4-1 gewonnen thuiswedstrijd tegen Jong FC Utrecht. Ook tegen Jong Ajax viel hij in. In 2022 vertrok hij naar Harkemase Boys.

### Statistieken
| Seizoen                   | Club              | Land           | Competitie        | Competitie | Competitie | Beker | Beker | Overig | Overig | Totaal | Totaal |
| Seizoen                   | Club              | Land           | Competitie        | Wed.       | Dlp.       | Wed.  | Dlp.  | Wed.   | Dlp.   | Wed.   | Dlp.   |
| ------------------------- | ----------------- | -------------- | ----------------- | ---------- | ---------- | ----- | ----- | ------ | ------ | ------ | ------ |
| 2018/19                   | Jong FC Groningen | Nederland      | Derde divisie Za. | 9          | 0          | –     | –     | –      | –      | 9      | 0      |
| 2020/21                   | SC Cambuur        | Nederland      | Eerste divisie    | 0          | 0          | 1     | 0     | –      | –      | 1      | 0      |
| 2021/22                   | TOP Oss           | Nederland      | Eerste divisie    | 2          | 0          | 1     | 0     | –      | –      | 3      | 0      |
| 2022/23                   | Harkemase Boys    | Nederland      | Derde divisie A   | 28         | 1          | 2     | 0     | –      | –      | 30     | 1      |
| 2023/24                   | Harkemase Boys    | Nederland      | Derde divisie A   | 22         | 3          | 2     | 0     | 2      | 1      | 26     | 4      |
| Carrièretotaal            | Carrièretotaal    | Carrièretotaal | Carrièretotaal    | 61         | 4          | 6     | 0     | 2      | 1      | 69     | 5      |
| Bijgewerkt op 4 juni 2024 |                   |                |                   |            |            |       |       |        |        |        |        |